# Minas de Riotinto
Minas de Riotinto er en by og kommune i det sydvestlige Spanien i provinsen Huelva. Den har et indbyggertal på 3.713 (2024) indbyggere.